# Gaudin Point
Gaudin Point är en udde i Antarktis. Den ligger i Västantarktis. Argentina, Chile och Storbritannien gör anspråk på området.
Terrängen inåt land är varierad. Havet är nära Gaudin Point norrut. Trakten är obefolkad. 